# Blue Pill (carte électronique)

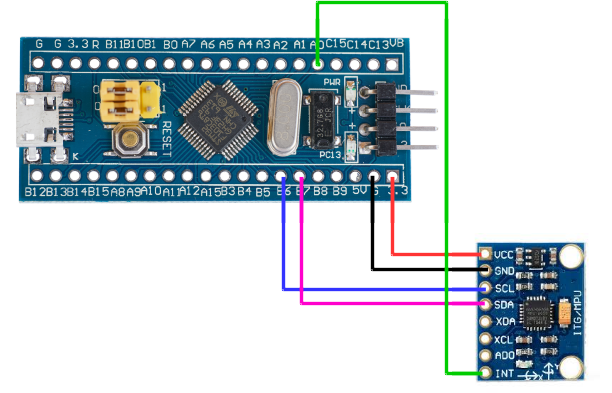
Carte Blue Pill compatible Arduino (en haut à gauche) reliée à un module gyroscope-accéléromètre.

Blue Pill est le surnom d'une carte électronique basée sur un microcontrôleur STM32F103C8T6, qui a été développée comme une alternative bon marché à une série de cartes d'évaluation et de développement du fabricant de puces électroniques STMicroelectronics.
Le STM32F103C8T6 est un microcontrôleur ARM Cortex-M3 à architecture RISC cadencé à 72 MHz.